# Deficiență de folat
Deficit de acid folic, cunoscut și sub denumirea de deficit de vitamina B9, este un nivel scăzut de folate și derivate în organism. Semnele de deficit de acid folic sunt adesea subtile. Un număr mic de celule roșii din sânge (anemie) este o constatare târzie a deficitului de acid folic și anemia deficitului de acid folic, este termenul dat pentru această afecțiune. Se caracterizează prin apariția unor celule roșii din sânge de dimensiuni mari (megaloblaste, care se formează atunci când există depozite inadecvate de acid folic în organism.

## Semne și simptome
Pot apărea pierderea poftei de mâncare și pierdere în greutate. Semne suplimentare sunt slăbiciune, limba inflamată, dureri de cap, palpitații la inimă , iritabilitate, și tulburări de comportament. La adulți, anemia (macrocitică, anemie megaloblastică) poate fi un semn de deficit avansat de acid folic.
Femeile cu deficit de acid folic care devin gravide sunt mai susceptibile de a da naștere la sugari cu greutate mică la naștere, sugari prematuri, și sugari cu defecte de tub neural. La sugari și copii, deficitul de acid folic poate duce la incapacitatea de a prospera sau la o rată de creștere lentă, diaree, ulcere orale, anemie megaloblastică, deteriorare neurologică. De asemenea, se poate observa cap abnormal de mic, iritabilitate, întârziere a dezvoltării, convulsii, orbire și ataxie cerebeloasă.

## Cauze
O deficiență de folat poate apărea atunci când nevoia organismului de folat este crescută, când aportul alimentar sau absorbția folatului este inadecvată sau când organismul excretă (sau pierde) mai mult folat decât de obicei. Medicamente care interferează cu capacitatea organismului de a utiliza folat pot crește, de asemenea, nevoia de această vitamină. Unele cercetări indică faptul că expunerea la lumina ultravioletă, inclusiv utilizarea patului de bronzare poate duce la o deficiență de acid folic. Deficiența este mai frecventă la femeile gravide, sugari, copii și adolescenți. Aceasta se poate datora, de asemenea, dietei sărace sau unei consecințe a alcoolismului.
În plus, un defect în homocisteina metiltransferază sau o deficiență de Vitamina B12 poate duce la o așa-numită "capcană de metil" de tetrahidrofolat (THF), în care THF este convertit într-un rezervor de metil-THF care ulterior nu are nici o modalitate de a fi metabolizat, și servește ca o chiuvetă de THF care provoacă o deficiență ulterioară în acid folic. Astfel, o deficiență în B-12 poate genera un bazin mare de metil-THF care nu este în măsură să sufere reacții și va imita deficitul de acid folic.
Folatul (pteroylmonoglutamatul) este absorbit în intestinul subțire, deși în principal în jejun. Etapele importante ale absorbției sunt reducerea lanțului de poliglutamat cu hidrolaza de pteroilpoliglutamat (hidrolaza gamma-glutamil) și apoi transportul peste membrana perie cu transportorul de acid folicat cu protoni (SLC46A1). Bolile inflamatorii sau degenerative difuze ale intestinului subțire, ar fi boala Crohn, boala celiacă, enterita cronică sau prezența unei fistule entero-enterice pot reduce absorbția.

### Situații
Printre situațiile care cresc nevoia de folat se numără următoarele:
- Sângerare
- Dializă renală
- Boala ficatului
- Malabsorbție, inclusiv boala celiacă și malabsorbție fructoză
- Sarcină și lacție (alăptare)
- Fumatul tutunului
- Consumul de alcool

### Medicație
Medicamentele pot interfera cu metabolismul folatului, inclusiv:
- anticonvulsivant medicamente (cum ar fi fenitoină, primidonă, carbamazepină sau valproat)
- metformin (uneori prescris pentru a controla blood zahăr în diabet zaharat de tip 2)
- metotrexat, un medicament anti-cancer, de asemenea, utilizat pentru a controla inflamația asociată cu boala Crohn, colita ulcerativa si artrita reumatoida.
- 5-fluorouracil
- Hidroxiuree
- trimetoprim
- sulfasalazină (utilizat pentru a controla inflamația asociată cu boala Crohn, colită ulcerativă și artrită reumatoidă)
- triamterene (un diuretic)
- pilule contraceptive

Când este prescris metotrexat, suplimente de acid folic sunt uneori date cu metotrexat. Efectele terapeutice ale metotrexatului se datorează inhibării de dihidroflolat reductaza și, prin urmare, reduc rata  sintezei de novo purină și pirimidină și diviziune celulară. Metotrexatul inhibă diviziunea celulară și este deosebit de toxic pentru celulele care se divid rapid, cum ar fi celulele canceroase care se divid rapid și celulele progenitoare ale sistemului imunitar. Suplimentarea cu folat este benefică la pacienții tratați cu metotrexat pe termen lung, în doze mici, pentru afecțiuni inflamatorii, cum ar fi artrita reumatoidă (RA) sau psoriazis, pentru a evita anemia macrocitară cauzată de deficiența de acid folic. Folatul este adesea, de asemenea, suplimentat înainte de unele tratamente de chimioterapie în doze mari într-un efort de a proteja tesutul sănătos. Cu toate acestea, poate fi contraproductiv să se ia un supliment de acid folic cu metotrexat în tratamentul cancerului.

## Prevenire și tratament

### Dieta
Folatul este dobândit în dietă prin consumul de legume verzi cu frunze, leguminoase și carne de organe. La gătit, utilizarea aburului, a unui vapor alimentar sau a unui cuptor cu microunde poate contribui la menținerea unui conținut mai mare de acid folic în alimentele gătite, contribuind astfel la prevenirea deficitului de acid folic.

### Suplimentarea
Acidul folic este un derivat sintetic al folatului și se dobândește prin suplimentarea dietei Suplimentele alimentare multi-vitamine conțin acid folic, precum și alte vitamine B. Acidul folic fără prescripție medicală este disponibil ca supliment alimentar în unele țări, iar unele țări necesită fortificarea făinii de grâu, a făinii de porumb sau a orezului cu acid folic cu intenția de a promova sănătatea publică prin creșterea nivelului de acid folic din sânge în populație.

## Epidemiologie
Deficitul de acid folic este foarte rar în țările cu programe de fortificare a acidului folic. În general, prevalența la nivel mondial de anemie din cauza deficitului de acid folic este foarte scăzută. Cu toate acestea, lipsesc date privind prevalența deficitului în rândul grupurilor specifice cu risc ridicat.